# Фрес, Жан-Луи
Жан-Луи́ Фрес (фр. Jean-Louis Fraysse; 28 июля 1946, Крансак, Аверон, Франция — 27 июля 2011) — французский писатель.
С 1968 года работал в Париже в соавторстве со своей супругой — писательницей Марсель Перрио (фр. Marcelle Perriod, 1937—2011). Под коллективным псевдонимом Мишель Гримо опубликовано около 40 романов для юношества, включая научную фантастику и один детектив. Во Франции их наиболее известным произведением стал роман «Тиран Аксилан» (фр. Le tyran d'Axilane, 1982), которому присудили «Гран-при французской научной фантастики» (фр. Grand Prix de la Science-Fiction Française) в номинации «лучший роман для подростков». Жан-Луи Фрес вёл личный блог под заголовком фр. Le Coucou de Claviers.